# Stora Öfstjärnen
Stora Öfstjärnen är en sjö i Norbergs kommun i Västmanland och ingår i Dalälvens huvudavrinningsområde. Sjön har en area på 0,0739 kvadratkilometer och ligger 188,2 meter över havet.

## Delavrinningsområde
Stora Öfstjärnen ingår i det delavrinningsområde (666752-151228) som SMHI kallar för Inloppet i Lillsjön. Medelhöjden är 171 meter över havet och ytan är 20,07 kvadratkilometer. Det finns inga avrinningsområden uppströms utan avrinningsområdet är högsta punkten. Vattendraget som avvattnar avrinningsområdet har biflödesordning 2, vilket innebär att vattnet flödar genom totalt 2 vattendrag innan det når havet efter 134 kilometer. Avrinningsområdet består mestadels av skog (91 procent). Avrinningsområdet har 1,26 kvadratkilometer vattenytor vilket ger det en sjöprocent på 6,3 procent.